# Sapucaia do Sul
Sapucaia do Sul là một đô thị thuộc bang Rio Grande do Sul, Brasil. Đô thị này có diện tích 58,644 km², dân số năm 2007 là 122099 người, mật độ 2082,04 người/km².